# Béziers
Béziers este un oraș în sudul Franței, sub-prefectură a departamentului Hérault, în regiunea Languedoc-Roussillon. 

## Personalități născute aici
- Jean Ces (1906 - 1969), pugilist;
- Henri Richard Bessière (pseudonim: F. Richard-Bessière, 1923 - 2011), scriitor;
- Jean-Claude Albert-Weil (1933 - 2019), scriitor de literatură științifico-fantastică;
- Marie-Arlette Carlotti (n. 1952), politician, europarlamentar;
- Alexis Corbière (n. 1968), politician;
- Alexandra Rosenfeld (n. 1986), Miss Europe în 2006;
- Richard Gasquet] (n. 1986), tenismen;
- Victor Koretzky (n. 1994), ciclist;
- Anthony Jeanjean (n. 1998), ciclist.